# 비센테 로드리게스
비센테 로드리게스 기옌(스페인어: Vicente Rodríguez Guillén, 1981년 7월 16일~)은 은퇴한 스페인의 축구 선수이다.